# Domènec Font i Blanch
Domènec Font i Blanch (Ponts, 1950 - Barcelona, 17 de maig de 2011) va ser un teòric del cinema, guionista, director, realitzador i catedràtic universitari.
Doctor en Comunicació Audiovisual per la Universitat Pompeu Fabra, on va desenvolupar la seva tasca com a catedràtic de Teoria i Història del Cinema i director de l'Observatori del Cinema Europeu. També va dirigir la Mostra Internacional de Cinema Europeu Contemporani. Com a director i guionista la seva primera obra va ser una pel·lícula col·lectiva, de la qual també va ser productor, Objetivo sexo (1979). El 1984 fou el responsable de la sèrie de Televisió Espanyola Memoria fértil, que va estar en antena fins al 1990 i que va servir per donar a conèixer la trajectòria de persones claus de la cultura espanyola com Luis Buñuel o Josep Pla, entre molts d'altres. Va destacar també per la seva adaptació a la televisió de la sèrie Pepe Carvalho de Manuel Vázquez Montalbán. Va ser també president del Consell Consultiu i Assessor de Barcelona Televisió.
Col·laborà com articulista a la secció de cinema de diversos diaris i a revistes especialitzades com Fotogramas o Cahiers du Cinema. Com a assagista, la seva obra s'inicia el 1974 amb Un cine para el cadalso, al costat de Romà Gubern i va continuar amb Del azul al verde: el cine español bajo el franquismo (1976), ambdues obres dedicades a la censura franquista al cinema. Altres obres destacades van ser, La noche del cazador (1998), estudi sobre la pel·lícula homònima, La última mirada (2000), estudis que recuperaven la biografia de cineastes ja morts, Paisajes de la modernidad. Cine europeo 1960-1980 (2002) i Michelangelo Antonioni (2003); a títol pòstum es va publicar, el 2012, el seu assaig Cuerpo a cuerpo considerat el seu «testament fílmic».